# Wydział Intermediów Akademii Sztuk Pięknych im. Jana Matejki w Krakowie
Wydział Intermediów Akademii Sztuk Pięknych im. Jana Matejki w Krakowie – jeden z siedmiu wydziałów Akademii Sztuk Pięknych im. Jana Matejki w Krakowie. Jego siedziba znajduje się przy ul. Karmelickiej 16 w Krakowie.

## Struktura
- Katedra Zjawisk Sztuki Intermediów
- Katedra Metod Sztuki Intermediów
- Katedra Obszarów Sztuki Intermediów[2]
- Zakład Teorii Sztuki Mediów

## Kierunki studiów
- Intermedia[3][2]

## Władze
Kadencja 2024–2028:
- Dziekan: dr Mariusz Front[4]
- Prodziekan ds. studenckich: dr Patrycja Maksylewicz[3]
- Prodziekan ds. dorobku naukowego, promocji i współpracy: dr Mariusz Sołtysik[3]